# Мезенцев, Евгений Михайлович
Евгений Михайлович Мезенцев (17 марта 1938, Москва, РСФСР — 11 февраля 2010, Санкт-Петербург, Российская Федерация) — советский и российский кинорежиссёр и кинооператор.

## Биография
Окончил операторский факультет ВГИКа (1961, мастерская А. В. Гальперина). С 1955 года — лаборант кафедры операторского мастерства ВГИКа.
Работал оператором Ленинградского ТВ и Ленфильма. Снимал игровые, заказные и рекламные фильмы.
С 1989 года — художественный руководитель киностудии «Нева».

## Фильмография

### Оператор
- 1967 — Браслет-2
- 1968 — На войне как на войне
- 1968 — Интервенция
- 1969 — Берег юности
- 1971 — Даурия
- 1972 — Гроссмейстер
- 1973 — Докер
- 1974 — Одиножды один

### Режиссёр
- 1981 — Товарищ Иннокентий
- 1981 — Семь счастливых нот
- 1984 — Ольга и Константин